# Dinero
"Dinero" é uma canção da cantora americana Jennifer Lopez, com a participação dos compatriotas DJ Khaled e a rapper Cardi B. Foi lançada como single nas plataformas digitais em 17 de maio de 2018 pelas gravadoras Nuyorican Productions e Epic Records. Foi escrito por Charles Anderson, Tommy Brown , Mohombi Moupondo , Yei Gonzalez, Danielle Curiel, Alexander Prado, Jermaine Denny , DJ Khaled, Cardi B e Luis Kalaff, e produzido por Scott Desmarais, Brown e DJ Khaled e co-produzido por Moupondo e Gonzalez.

## Antecedentes
"Dinero" é o primeiro single em inglês de Lopez desde "Us". Lopez ouviu pela primeira vez "Dinero" no início de 2017, quando foi enviado a ela por Cory Rooney, uma produtora musical com quem ela havia trabalhado frequentemente em seu início de carreira, que achava que seria bom para ela. Ela foi receptiva à faixa, e nos meses seguintes sugeriu ao seu gerente Benny Medina que a rapper Cardi B fosse apresentado no disco. Lopez, que seguia Cardi B antes de sua descoberta com "Bodak Yellow", disse: "Eu apenas pensei que ela tinha uma inteligência de rua que eu gostava, e ela tinha uma lógica que me fazia rir e me lembrava as garotas do Bronx". Mais tarde, o produtor musical DJ Khaled ofereceu produção adicional para "Dinero", e a música foi finalizada em dezembro de 2017. Nesse mês, um vídeo de Lopez e Khaled trabalhando juntos no estúdio foi postado no Instagram , o que deu a entender que o cantor havia colaborado com Cardi B. Um pequeno trecho da música apareceu on-line em janeiro de 2018, e Lopez confirmou posteriormente que foi intitulada "Dinero" no mês seguinte. Khaled declarou: "Tudo é extremamente secreto, [mas] eu posso lhe dizer o seguinte: J.Lo tem algumas músicas novas chegando (...) Quero agradecer a J.Lo por me deixar ser um dos produtores entre outros grandes, e um recurso no disco. Sou grato".

## Composição
"Dinero" é uma música trap com uma produção que consiste em sintetizadores, bateria e um arranjo "ocasional" de violão. apresenta Lopez no rap. Lopez abre a música com a introdução: "Eu e Benjamín Franco ficamos no banco / Recebendo cheques como a Nike, em todos os lugares que vou" e no gancho declara: "Yo quiero, yo quiero dinero" ( "Eu quero dinheiro"). O verso de Cardi B inclui a letra: "Duas cadelas ruins que vieram do Bronx / Cardi do poste e Jenny do quarteirão ", uma referência ao Bronx , de onde Lopez e Cardi B se originam. Khaled pode ser ouvido em toda a faixa, agindo como um Hype man.

## Recepção crítica
Abby Jones, da Billboard, descreveu "Dinero" como uma "proclamação ardente do amor de todos por dinheiro duro e cheio de espirituosas brincadeiras bilíngües". O The Guardian caracterizou a música como "o hino de um traficante", acrescentando: "E para não mencionar o fato de J-Lo fazer rap nessa música com 'Eles dizem que falam sobre dinheiro, mas eu falo bilíngue, 'como o seu melhor bar'". Da mesma forma, XXL chamou de "hino ardente" e "bomba em potencial". A escritora da Vogue Michelle Ruiz elogiou a música como um possível hit de verão e sentiu que "Dinero" é "como a resposta de 2018 a "Jenny from the Block". Da mesma forma, Mike Nied, do Idolator, opinou que "'Dinero' poderia facilmente dominar as paradas neste verão", escrevendo: "A produção de Khaled cresce sob sua voz e se transforma em um efervescente constante que certamente encherá as pistas de dança em todo o mundo, e Cardi traz o fogo para seu verso".

## Vídeo musical
O videoclipe de "Dinero" foi filmado em abril de 2018. No clipe que apareceu on-line em dezembro de 2017, Lopez e Khaled puderam ser ouvidos discutindo um conceito para o vídeo, com Khaled observando que "A ideia do vídeo tornará a faixa ainda melhor, mais louco". Lopez disse: "É cinematográfico. Tem esses temas. Eu estava apenas tentando conectá-lo à música em que não é o típico vídeo de reggaeton, bachata e hip-hop que todo mundo faz o tempo todo". Dirigido por Joseph Kahn , o videoclipe foi filmado inteiramente em preto e branco. Foi lançado em 24 de maio de 2018. Lopez usou 13 looks diferentes e usava valor de US$ 4,5 milhões em jóias da Tiffany & Co..

## Apresentações ao vivo
Lopez visualizou a música pela primeira vez durante seu show no Calibash em janeiro de 2018, que aconteceu no Staples Center em Los Angeles. Ela o incluiu como parte de um medley de dança com "Bitch Better Have My Money" de Rihanna e "Bodak Yellow" de Cardi B. Lopez apresentou oficialmente "Dinero" pela primeira vez no Billboard Music Awards de 2018. que aconteceu na MGM Grand Garden Arena em 20 de maio. Ela usava uma blusa de bustiê e calça branca "deslumbrada", mais tarde exibindo um blazer branco e fedora para completar a aparência. Ela estava cercada por um grupo de "dançarinos de gangsters da era dos anos 40". Khaled, cercado por pilhas de dinheiro, apareceu em um estágio separado para introduzir Lopez; Cardi B não estava presente devido à gravidez, mas apareceu em um vídeo em preto e branco. Lopez e Khaled mais tarde apresentaram "Dinero" como parte do medley de Lopez durante a performance no MTV Video Music Awards de 2018 em 20 de agosto de 2018 no Radio City Music Hall em Nova Iorque.

## Faixas e formatos
| Download digital / Streaming |          |         |  |
| N.º                          | Título   | Duração |  |
| 1.                           | "Dinero" | 3:33    |  |

## Créditos
Créditos adaptados do Tidal.
- Scootie – produção
- Tommy Brown – produção
- Mohombi Moupondo – co-produção
- Khaled Khaled – produção, vocais
- Yei Gonzalez – co-produção
- Belcalis Almanzar – vocais
- Manny Marroquin – engenharia de mixagem
- Jennifer Lopez – vocais
- Robin Florent – assistente de engenharia
- Scott Desmarals – assistente de produção
- Trevor Muzzy – engenharia de registro
- Juan "AyoJuan" Peña – engenharia de registro

## Prêmios e indicações
| Ano  | Prêmiação              | Categoria                       | Resultado |
| ---- | ---------------------- | ------------------------------- | --------- |
| 2018 | Teen Choice Awards     | Escolha de Melhor Canção Latina | Indicado  |
| 2018 | MTV Video Music Awards | Melhor Vídeo Latino             | Indicado  |
| 2018 | MTV Video Music Awards | Melhor Colaboração              | Venceu    |

## Desempenho nas tabelas musicais
| Tabela musical (2018)                                  | Melhor posição |
| ------------------------------------------------------ | -------------- |
| Bélgica (Ultratop 40 de Valônia)                       | 12             |
| Canadá (Canadian Hot 100)                              | 75             |
| Estados Unidos (Billboard Hot 100)                     | 80             |
| Estados Unidos (Billboard Pop Songs)                   | 34             |
| Estados Unidos (Billboard Rhythmic)                    | 38             |
| Estados Unidos (Billboard Latin Airplay)               | 1              |
| Estados Unidos (Billboard Pop Songs)                   | 26             |
| França (Syndicat National de l'Édition Phonographique) | 140            |
| Grécia (IFPI Greece)                                   | 40             |
| México (Billboard Mexico Inglés Airplay)               | 38             |
| Polônia (Polish Airplay Top 100)                       | 33             |
| Romênia (Airplay 100)                                  | 72             |
| República Dominicana (Monitor Latino)                  | 4              |

## Histórico de lançamento
| País  | Data               | Formato(s)                 | Gravadora        | Ref.  |
| ----- | ------------------ | -------------------------- | ---------------- | ----- |
| Mundo | 17 de maio de 2018 | Download digital streaming | Nuyorican / Epic | [ 3 ] |